# Campeonato Carioca 1908
In 1908 werd het derde Campeonato Carioca gespeeld voor voetbalclubs uit de toen nog Braziliaanse hoofdstad Rio de Janeiro. De competitie werd gespeeld van 3 mei tot 1 november 1908. Fluminense werd de kampioen. Riachuelo verloor met 6-0 van America, 5-0 van Botafogo en 11-0 van Fluminense, bij deze laatste wedstrijd protesteerde de club tegen een strafschop en verliet hierna de competitie. De overige zeven competitiewedstrijden werden als verlies aangerekend. 
De competitie werd georganiseerd door de Liga Metropolitana de Sports Athléticos, die de Liga Metropolitana de Football opvolgde, nadat deze bond ontbonden werd na het debacle van het vorige seizoen.

## Eindstand

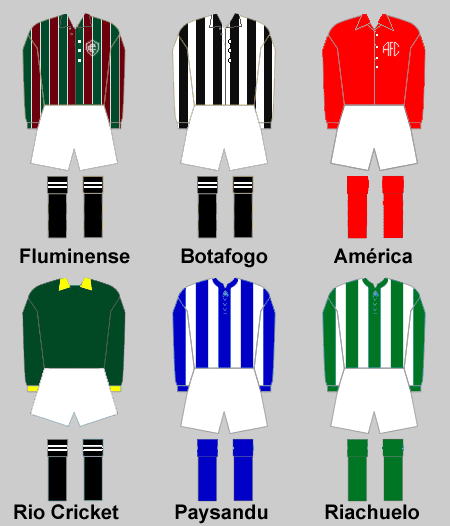
Uniformen deelnemers

| Plaats | Club                  | Wed. | W | G | V  | Saldo | Ptn. |
| ------ | --------------------- | ---- | - | - | -- | ----- | ---- |
| 1.     | Fluminense            | 10   | 8 | 2 | 0  | 44:11 | 18   |
| 2.     | Botafogo              | 10   | 6 | 2 | 2  | 20:11 | 14   |
| 3.     | America               | 10   | 7 | 0 | 3  | 18:12 | 14   |
| 4.     | Rio Cricket           | 10   | 5 | 0 | 5  | 18:9  | 10   |
| 5.     | Paysandu Cricket Club | 10   | 2 | 0 | 8  | 3:38  | 4    |
| 6.     | Riachuelo             | 10   | 0 | 0 | 10 | 0:22  | 0    |

|  | Kampioen |

### Kampioen
| Campeonato Carioca de 1908     |
| Rio de Janeiro                 |
| ------------------------------ |
| FLUMINENSE Kampioen (3° titel) |

## Topschutters
| Speler            | Speler           | Goals | Club       |
| ----------------- | ---------------- | ----- | ---------- |
| Vlag van Brazilië | Edwin Cox        | 12    | Fluminense |
| Vlag van Brazilië | Emile Etchegaray | 11    | Fluminense |
| Vlag van Brazilië | Flávio Ramos     | 7     | Botafogo   |